# 777 Gutemberga
777 Gutemberga
777 Gutemberga là một tiểu hành tinh ở vành đai chính. Nó được Franz Kaiser phát hiện ngày 24.01.1914 ở Heidelberg và được đặt theo tên Johannes Gutenberg, nhà phát minh người Đức, đã phát minh phương pháp in dấu.